# Часлав Брукнер
Часлав Брукнер (Нови Сад, 9. јул 1967) српски је квантни физичар и академик, инострани члан састава Српске академије науке и уметности од 4. новембра 2021.

## Биографија
Завршио је основне студије на Физичком факултету Универзитета у Београду 1991. године, магистратуру на Универзитету у Бечу 1995, докторат 1999. и хабилитацију из квантне физике 2003. Радио је као научни истраживач на Институту за експерименталну физику Универзитета у Инзбруку 1994—1999, као асистент истраживача на Институту за експерименталну физику Универзитета у Бечу 1998—1999, као асистент на Физичком факултету Универзитета у Бечу 1999—2003, као ванредни професор 2003—2013. и као редовни професор од 2014, као професор катедре на Универзитету Ђингхуа 2005—2008, као виши научник на Институту за квантну оптику и квантну информацију Аустријске академије наука 2005—2008, као извршни директор 2013—2019. и као научни директор од 2020. и као гостујући професор на Универзитету у Београду од 2008. године. Био је члан Евроазијског саветодавног одбора Фондације Џон Темплтон 2009—2012, Међународног друштва за релативистичке квантне информације, Европског савета 2008—2015. и Већа за Европу, Средњи исток и Африку 2019—2022. Био је члан редакције New Journal of Physics 2008—2015, рецензент часописа Nature Physics, Nature Communication и Physical Review Letters и рецензент научних фондација European Research Council, John Templeton Foundation и Killam Research Foundations. Фокус његових истраживања су квантна теорија информација, квантна нелокалност и информационо–теоријске основе квантне механике и узрочност у гравитацији и квантној физици. Добитник је награде „Марко Јарић” 2015. и прве награде за најбоље написан есеј о гравитацији Gravity Research Foundation 2019. године.